# 地方消費税
地方消費税（ちほうしょうひぜい）は、地方税法（昭和25年7月31日法律第226号）に基づき課される税金であり、普通税の一つの間接税の一種に分類される。
なお、税法上、消費税と地方消費税の総称は消費税等と呼ばれる。この消費税等の標準税率は、2019年10月1日以降は「消費税7.8%+地方税2.2%相当=10%」、軽減税率は、2019年10月1日以降は「消費税6.24%+地方税1.76%相当=8%」である。

## 概要
消費税（国税）と同様に、商品の売上げやサービスの提供などに対して課税されるもので、その課税標準は2019年10月1日以降、国税における消費税額および税率の「78分の22」である。したがって消費税の税率「10%」（2019年10月1日以降）のうち、国税である消費税の税率は7.8%、地方消費税の税率は2.2%である。なお、1997年4月1日から2014年3月31日まで地方消費税は消費税の100分の25、2014年4月1日から2019年9月30日まで地方消費税は消費税の63分の17であった。
地方消費税は事業者の住所または本社所在地の税務署（譲渡割）や保税地域が所在する都道府県に払い込まれる（貨物割）ことから、消費が実際に行われた（最終消費地の）都道府県の税収となるように、消費に関連した統計数値に基づいて、都道府県間の精算が行われる。また、精算を行ったあと、その額の1/2は都道府県内の各市町村に交付される。